# نشریه ورلک
نشریهٔ ورلک (به فارسی: شرق) نشریه‌ای است به زبان ارمنی که از سال ۱۹۵۲ و در تبریز منتشر می‌شد.